# Александр Стюарт, 6-й граф Галлоуэй
Александр Стюарт, 6-й граф Галлоуэй (англ. Alexander Stewart, 6th Earl of Galloway; ок. 1694 — 24 сентября 1773) — шотландский аристократ, великий мастер Великой ложи Шотландии (1757—1759).

## Ранняя жизнь
Александр был старшим сыном леди Кэтрин Монтгомери (1677—1757) и Джеймса Стюарта, 5-го графа Галлоуэя (ок. 1670—1746), комиссара шотландского казначейства и тайного советника Шотландии, который выступал против унии между Англией и Шотландией. У Александра было три младших брата, генерал-лейтенант достопочтенный Джеймс Стюарт (1699—1768), депутат парламента от Вигтауна-Бергса и Вигтауншира, капитан достопочтенный Уильям Стюарт (ок. 1706—1748), также депутат парламента от Вигтауна-Бергса, и достопочтенный Джордж Стюарт (? — 1709), который умер, будучи студентом Эдинбургского университета. Среди его сестер были леди Маргарет Стюарт (жена Джеймса Карнеги, 5-го графа Саутеска и Джона Сент-Клера, мастера Синклера, старшего сына и наследника Генри Сент-Клера, 10-го лорда Синклера) и леди Ефимия Стюарт (жена Александра Мюррея из Бротона).
Его бабушкой и дедушкой по отцовской линии были Александр Стюарт, 3-й граф Галлоуэй, и бывшая леди Мэри Дуглас (старшая дочь Джеймса Дугласа, 2-го графа Куинсберри и леди Маргарет Стюарт, старшая дочь Джона Стюарта, 1-го графа Тракера). Его бабушкой и дедушкой по материнской линии были Александр Монтгомери, 9-й граф Эглинтон, и леди Маргарет Кокрейн (сестра Джона Кокрейна, 2-го графа Дандональда).

## Карьера
В 1740 году Александр Стюарт, известный как лорд Гарлис, начал работу над тем, что стало Галлоуэй-хаусом, который примыкал к поместью Гарлистон, на Вигтаун-Бей. Дом был спроектирован Джоном Дугласом, которому помогал Джон Бакстер в качестве архитектора. Около 1750 года или во время наполеоновских войн высокая стена вокруг сада была построена французскими военнопленными.
Он унаследовал графский титул после смерти своего отца 16 февраля 1746 года. Лорд Галлоуэй занимал пост шотландского лорда полиции примерно с 1743 по 1768 год.
24 августа 1756 года после смерти сэра Джеймса Стюарта, 3-го баронета из Беррея, своего троюродного брата, не оставившего потомства, Александр Стюарт унаследовал титул 4-го баронета. Он служил великим магистром Великой ложи Шотландии с 1757 по 1759 год и был генерал-лейтенантом и президентом Совета королевских лучников с 1765 по 1768 год.

## Личная жизнь

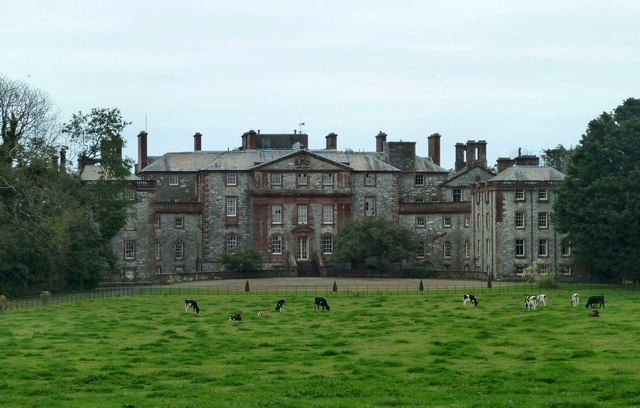
Галлоуэй-хаус, семейное поместье в Шотландии с 1740-х по 1908 год

В 1719 году Александр Стюарт женился на леди Энн Кейт (? — 1728), младшей дочери Уильяма Кита, 9-го графа Маришаля (ок. 1664—1712), и леди Мэри Драммонд (старшей дочери Джеймса Драммонда, 4-го графа Перта). У них были следующие дети:
- Достопочтенный Александр Стюарт, мастер Гарлис (1719—1738), который умер неженатым в Экс-ла-Шапель[5].
- Достопочтенный Джеймс Стюарт (умер в 1733 году), который умер от оспы, будучи студентом школы Далкит[2].
- Достопочтенный Джон Стюарт, который умер молодым[2].
- Леди Мэри Стюарт (1720 — 10 апреля 1751), которая вышла замуж в 1741 году за Кеннета Маккензи, лорда Фортроза (1717—1761), старшего сына Уильяма Маккензи, 5-го графа Сифорта[2].

После смерти леди Энн в 1728 году Стюарт, поэт, написал сборник стихов, сохраненный сэром Александром Мюрреем из Стенхоупа, а позже напечатанный Джеймсом Мейдментом.
В январе 1728 (или 1729 года) Александр Стюарт женился вторым браком на своей двоюродной сестре, леди Кэтрин Кокрейн (? — 15 марта 1786), третьей и младшей дочери Джона Кокрейна, 4-го графа Дандональда (1687—1720), и леди Энн Мюррей (вторая дочь Чарльза Мюррея, 1-го графа Данмора). У них было восемь выживших детей:
- Джон Стюарт, 7-й граф Галлоуэй (13 марта 1736 — 13 ноября 1806), который женился на леди Шарлотте Мэри Гревилл (1745—1763), третьей дочери Фрэнсиса Гревилла, 1-го графа Уорика. После её смерти он женился на Энн Дэшвуд (1743—1830), дочери сэра Джеймса Дэшвуда, 2-го баронета[6].
- Достопочтенный Джордж Стюарт (умер в 1758 году), лейтенант, погибший в форте Тикондерога во время войны Англии с французами и индейцами[7].
- Вице-адмирал достопочтенный Кейт Стюарт из Глассертона (1739 — 3 марта 1795), который в 1782 году женился на Джорджине Изабелле д’Агилар, дочери Эфраима Лопеса Перейры д’Агилара, 2-го барона д’Агилара (1739—1802)[8].
- Леди Кэтрин Стюарт (род. ок. 1750), которая вышла замуж за своего двоюродного брата Джеймса Мюррея из Бротона (1727—1799)[2].
- Леди Сюзанна Стюарт (ум. 15 августа 1805), которая в 1768 году вышла замуж Гранвиля Левесона-Гоуэра, 1-го маркиза Стаффорда (1721—1803)[9]
- Леди Маргарет Стюарт (ум. 12 августа 1762), которая в 1759 году вышла замуж за Чарльза Гордона, 4-го графа Абойна (ок. 1726—1794)[10].
- Леди Гарриет Стюарт (ум. 26 ноября 1788), которая в 1765 году вышла замуж за Арчибальда Гамильтона, 9-го герцога Гамильтона (1740—1819)[11].
- Леди Шарлотта Стюарт (ум. 11 ноября 1818), которая в 1759 году вышла замуж за Джона Мюррея, 4-го графа Данмора (1730—1809)[12].

Лорд Гэллоуэй умер 24 сентября 1773 года, и ему наследовал его старший оставшийся в живых сын от второго брака, Джон Стюарт, который стал 7-м графом Гэллоуэем. Его вдова Кэтрин Стюарт умерла 15 марта 1786 года.